# 2b2t
2b2t (abreviatura de 2builders2tools) es un servidor de Minecraft fundado en diciembre de 2010. 2b2t es el servidor anárquico más antiguo de Minecraft, además de ser uno de los servidores activos más antiguos del juego entre todos. Así mismo, el mapa de 2b2t es uno de los más antiguos del juego, el cual no ha sido reemplazado desde la creación del servidor. Debido a la ausencia de normas o autoridades en el servidor, el grifeo y el uso de programas externos para obtener ventajas es habitual entre los jugadores, sin correr riesgo de ser baneado. El servidor está configurado en la dificultad difícil, y el combate entre jugadores (más comúnmente llamado PVP) está permitido todo el tiempo, en todos los lugares del servidor. En este han jugado más de 724 mil personas que han explorado el mapa, haciendo que el espacio de disco duro que ocupe el mapa sea superior a los 48 terabytes. 2b2t ha sido calificado por varios medios de comunicación como "El peor servidor de Minecraft", calificación dada a causa de su comunidad de jugadores.

## Historia

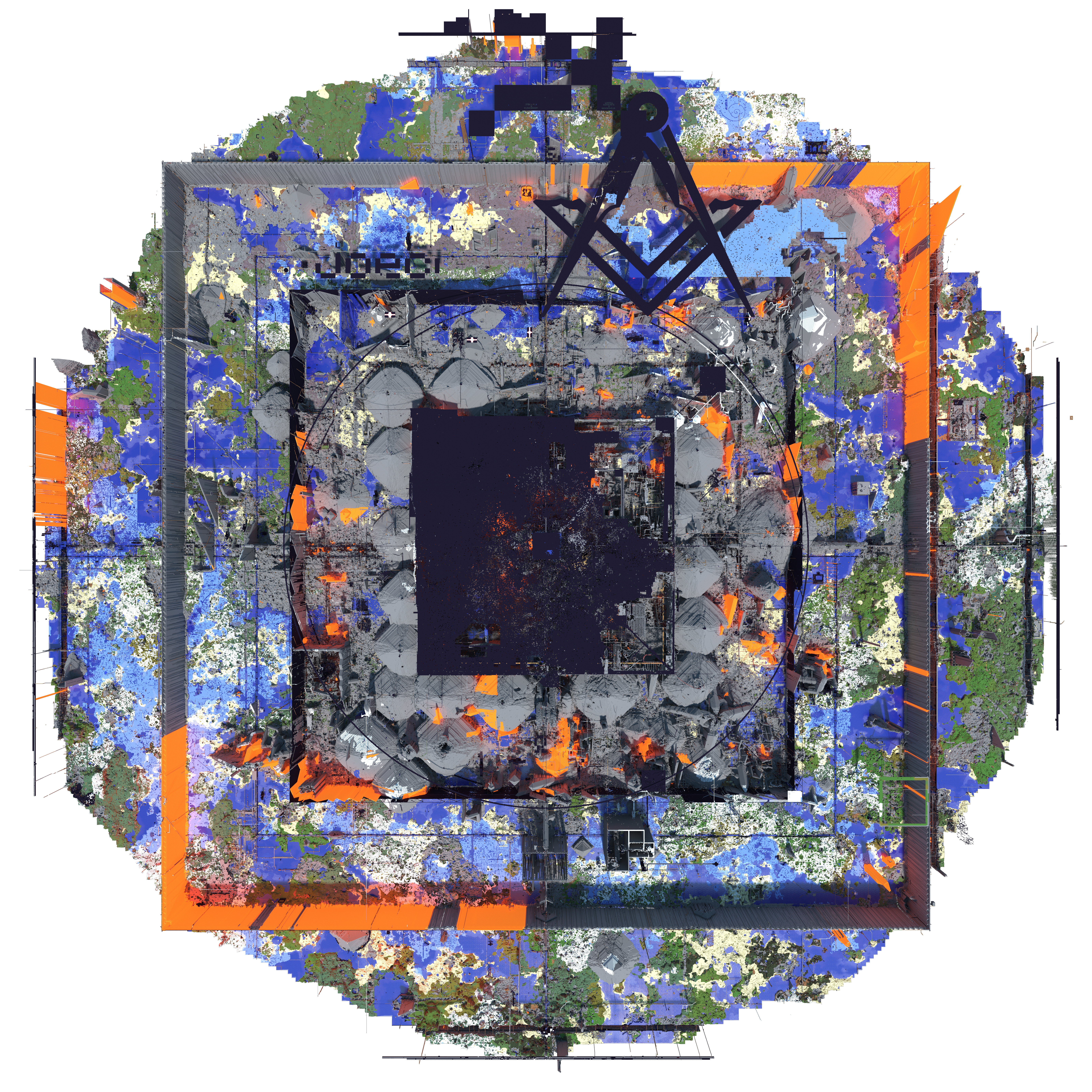
Render de una zona del spawn en julio de 2019

Brendan Caldwell, periodista del blog de gaming Rock, Paper, Shotgun, habló sobre la fundación de 2b2t con un jugador llamado James Rustles; Rustles aseguró que:

Antiguamente era [el nombre de] un servidor de Garry's Mod, (...) La historia en resumen es que el muchacho que creó ese servidor de Garry's Mod decidió crear un servidor de Minecraft con la misma premisa – que puedes hacer lo que quieras –, la idea fue dada por uno de sus amigos, quién hoy llamamos Hausemaster.

2b2t fue fundado a finales de diciembre de 2010. Los administradores del servidor son anónimos, siendo normalmente referidos por sus nombres de usuario en el juego. El más conocido es normalmente llamado Hausemaster, HauseMaster, Hausmaster, o Housemaster. Tras ser entrevistado vía correo electrónico por Andrew Paul, reportero de Vice, uno de los fundadores del servidor dijo:

No había una razón específica [para crear el servidor], comenzó a fines de 2010 como un servidor de pruebas genérico, donde yo y algunos amigos nos reuniamos para jugar Minecraft. [...] Después de un tiempo decidimos abrir [públicamente] el servidor para ver que tan destruido podría estar, y empezamos a publicitarlo en varios lugares de Internet.

El servidor fue publicitado poco después de su creación en foros de Internet como Reddit, 4chan o el foro de Facepunch Studios, cuyos miembros se unieron al servidor por centenas, debido a la libertad total que este ofrecía. Los miembros de estos foros comenzaron asaltos entre ellos, así como vandalismo y destrucción de sus bases en el servidor. Los fundadores dejarían de jugar Minecraft, aunque el servidor seguiría en funcionamiento debido a la gran comunidad que este había creado. Exceptuando el parcheo de hacks que rompen el juego, los operadores del servidor suelen ser muy discretos a la hora de administrarlo. Para junio de 2013, se informó que el espacio de almacenamiento que ocupaba el mapa de 2b2t, cuya generación es procedimental, era de más de 500 gigabytes. Para octubre de 2015, el tamaño del mismo mapa era de más de 800 gigabytes, y el coste del mantenimiento mensual era de 90 dólares estadounidenses.
El 1 de junio de 2016, el youtuber TheCampingRusher subió un vídeo a YouTube en el que él mismo jugaba en 2b2t. Esto causó una afluencia masiva de jugadores nuevos en el servidor provenientes de la audiencia de su canal, mientras el video obtuvo más de 2 millones de visitas en menos de cuatro meses de su subida. La súbita afluencia de jugadores abrumó al servidor e hizo que el hardware utilizado para alojar y ejecutar el mapa se sobrecargase. Un grupo suelto de jugadores veteranos se formó para combatir con estos nuevos jugadores. Aunque los jugadores nuevos, quienes se denominaban a sí mismos como Rushers, sobrepasaban en números a los jugadores veteranos por mucho, los jugadores veteranos poseían tanto años de experiencia, como gran cantidad de elementos de juego. Algunos veteranos lograron disuadir jugadores nuevos destruyendo el área en el que los jugadores aparecen en el juego para hacerlo inhabitable y haciendo extremadamente difícil salir de esta. Algunos jugadores construyeron artefactos en el juego con el único fin de lagear el servidor, tratando de hacer que fuese difícil para TheCampingRusher y sus fanes jugar en el servidor. Algunos jugadores pusieron contenido obsceno en el área de aparición de nuevos jugadores y en carreteras construidas en el mapa en un intento de tirar los videos de TheCampingRusher de YouTube por violación de los términos de servicio de dicha página. Los nuevos jugadores, a pesar de haber sido desanimados de jugar por TheCampingRusher, han destruido bases y monumentos del servidor que habían permanecido allí durante años, en parte causa de la reacción de los veteranos del servidor.
Como respuesta a la afluencia masiva de jugadores y el sobrecargamiento del hardware, una lista de espera para entrar al servidor fue añadida. La lista originalmente daba prioridad de entrada a los jugadores veteranos del servidor por encima de los jugadores recién llegados, aunque la característica últimamente mencionada fue eliminada después de un año. La lista «ordinaria» avanza de forma lenta y en esta pueden llegar a esperar más de 100 jugadores; la espera en esta lista ha sido descrita como una tarea «onerosa». Los jugadores también pueden pagar $20 dólares para acceder a una lista «prioritaria» distinta de la «ordinaria» durante un mes.

## Comunidad

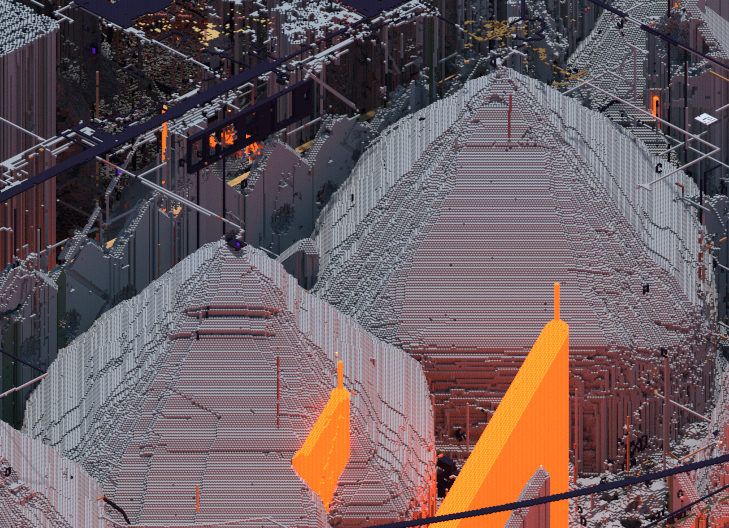
«Lava fundida», nombre con el que se le conoce a unas torres artificiales compuestas de bloques de roca, usadas para evitar que los nuevos jugadores salgan del spawn.

La comunidad de 2b2t y la de los «servidores anárquicos» en general ha sido descrita como «inhóspita» y «nihilista». Los jugadores normalmente deben esconder sus suministros y estar armados para sobrevivir, además de tener que estar listos para ser asesinados durante múltiples ocasiones. Esto, sumado al hecho de que el servidor está configurado en la dificultad Difícil y que el combate entre jugadores esta permitido, hacen que la supervivencia en el mapa sea considerablemente más difícil. Normalmente, los jugadores con más tiempo en el servidor son hostiles a los nuevos jugadores, a quienes llaman newfags. El chat público del servidor contiene mayoritariamente spam, troleos, mensajes sin sentido, enlaces a contenido obsceno y a screamers insultos raciales, amenazas de muerte y propaganda nazi. Los jugadores normalmente se mienten entre sí con el fin de enviarlos a ubicaciones del juego con trampas. Una regla común entre los jugadores de 2b2t es no confiar en otros.
Las trampas son puestas de forma deliberada alrededor de la zona en la que los jugadores aparecen por primera vez: pozos de lava, zonas en llamas y portales que dirigen a zonas con lava o con bloques difíciles de romper ubicados en dimensiones paralelas, obligando a los jugadores a desconectarse y volverse a conectar, teniendo que entrar nuevamente a la lista de espera para entrar al servidor. Algunos jugadores han creado grandes estructuras que sirven como obstáculos llamadas «lava fundida» (lava cast en inglés), creadas cuando agua se derrama sobre lava, creando montañas de piedra labrada. Estas estructuras rodean todo el spawn y algunas de ellas alcanzan el límite de altura del mapa. Ocasionalmente han ocurrido eventos conocidos como «incursiones en el spawn», en los que docenas de jugadores se agrupan para controlar el spawn durante un periodo, periodo en el que construyen una base de gran tamaño, matar jugadores nuevos o destruir bases enemigas. Los nuevos jugadores pueden requerir múltiples intentos y varias horas de juego para salir del punto de aparición en el mapa. La causa de muerte más común en el servidor es la inanición causada por la incapacidad de poder escapar de la zona de spawn. Un jugador puede mantenerse vivo caminando alrededor de mil quinientos bloques de viaje sin comida antes de morir por inanición. Roisin Kiberd, columnista de Newsweek, especuló que el reto que supone jugar en 2b2t podría ser un atractivo del servidor: "[Ya que] nadie sobrevive durante mucho tiempo, es un orgullo haber muerto allí".
Los jugadores veteranos viven lejos de la zona de spawn con relativa seguridad para jugar y construir. El mapa se encuentra menos destruido conforme los jugadores se alejan del lugar en el que aparecen por primera vez, pudiendo encontrar árboles y animales. Hay un sistema de carreteras usado para el viaje desde el spawn hacia zonas más lejanas. El servidor no posee alguna clase de autoridad; todo lo que se construye puede ser destruido en cualquier momento si su ubicación es descubierta por jugadores ajenos a la construcción. Esta clase de destrucción, llamada grifeo, es tan común en el servidor que Brendan Caldwell, periodista de Rock, Paper, Shotgun, describió esta cultura destructiva como "una forma de clima". a pesar de tener una comunidad hostil y destructiva, el servidor tiene un evento cada 1 de abril en donde este cambia el mapa de juego por unos días y los jugadores pueden jugar juntos de forma cooperativa.
Los jugadores pueden usar «programas de cheating» que habilitan capacidades que no existen en el juego de fábrica, tales como visión de rayos X, la capacidad de lanzar flechas con mayor precisión o radares que indican la cercanía de otros jugadores. Estos programas ayudan en gran medida a los jugadores al explorar el mapa y sobrevivir en el servidor. Los jugadores que no poseen instalados estos programas están en desventaja con los que sí los tienen. Después de 6 años, el servidor actualiza a la 1.19 el 19 de agosto de 2023

## Recepción

### Medios informativos
Tanto Robert Guthrie de Kotaku como Andrew Paul de Vice han catalogado a 2b2t como «el peor servidor de Minecraft», Paul describió al servidor como «un fantástico mundo lleno de posibilidades y horror». Brendan Caldwell de Rock, Paper, Shotgun describió al servidor como el «el más obsceno en el juego». En 2012, Craig Pearson de PCGamesN lo llamó «el servidor de Minecraft más ofensivo», refiriéndose tanto a la insensibilidad como a la obscenidad del lenguaje usado, así como la colocación de esvásticas por parte de los jugadores, además de la hostilidad de estos hacia los novatos. En 2013, otro artículo de PCGamesN escrito por Jeremy Peel hablaba de Minecraft Realms —un sistema de servidores ofrecido por Mojang—, en el que dijo que este nuevo servicio evitaría que los niños pudiesen jugar en 2b2t, refiriéndose al ambiente inadecuado para un niño que se vive en el servidor. En 2014, Tim Edwards escribió un artículo en PCGamesN en el que se dirigía a Microsoft con respecto a su adquisición de Minecraft, declarando que la empresa no debería remilgar las creaciones de jugadores, afirmando que «2b2t es todavía un logro asombroso, con o sin esvásticas».
Tanto en The Independent como en Newsweek, Roisin Kiberd describió a 2b2t como «una forma malévola de Minecraft», un sitio de belleza y terror. Kiberd lo nombró como un servidor «infernal», asegurando que «no es seguro para vivir», debido a que el servidor «da rienda suelta a los impulsos más oscuros [de los jugadores]». Kiberd concluyó que el atractivo principal del servidor es el ver las posibilidades que pueden ocurrir en un servidor con prácticamente ningún límite, así como el lograr soportar el entorno hostil de este. En un artículo de 2013 publicado en IGN se consideró a la zona de aparición de 2b2t como una de «las seis mejores cosas en Minecraft», siendo el servidor descrito como el «jefe final» entre los servidores de Minecraft, así mismo, fue también llamado «una fiesta de destrucción e indiferencia». El artículo habló sobre lo propensas que eran las construcciones de 2b2t a ser destruidas, sobre el uso de clientes externos, y construcciones obscenas creadas por jugadores; asegurando que los jugadores más temerarios tendrían que visitar 2b2t al menos una vez. Comparando la idiosincrasia de los jugadores de 2b2t con la de los que instan a la violencia religiosa en el mundo real. Katherine Apostolacus describió la naturaleza anárquica de 2b2t como la forma en la que Minecraft pretendía ser jugado. Ella describió cómo una rica historia se ha desarrollado dentro del servidor desde su creación, con la catalogación de acontecimientos dentro 2b2t encontrando una audiencia más allá quienes han jugado en el servidor.

Más tarde, cuando pasé junto a una esvástica flotante mientras me encojo de hombros ante la última lluvia de insultos anónimos ... me doy cuenta de que quizás 2b2t no representa el pináculo del ingenio humano. Pero podría servir para un propósito diferente: la ilustración de un paisaje mental colectivo, nuestra identificación virtual, visualizada y digitalizada para siempre. Los altibajos, las voces molestas de la crítica, los pensamientos que preferiríamos no compartir, ¿quién no ha sentido todos estos en algún momento? De alguna manera, 2b2t es una descripción más precisa de la humanidad de lo que pensé inicialmente. Sea o no intencionado por sus creadores, el juego da imágenes a una corriente desenfrenada de conciencia populista, la suma total de un cierto segmento de nuestra especie. 2b2t es como cualquier otra mente humana: un plano en expansión infinita, lleno de ideas hermosas y aterradoras, con una voz ocasional en el viento que te hace sentir como un maldito idiota...
The Worst Place in Minecraft, Vice (2015)

### Libros
En Introduction to Game Design, Prototyping, and Development, libro publicado por Pearson Educación en junio de 2014, 2b2t fue descrito como un «infierno estéril», su ambiente fue descrito como la «expresión definitiva del núcleo mecánico del juego», refiriéndose a la naturaleza de Minecraft como videojuego sandbox. En The Ultimate Minecraft Creator, otro libro publicado por Triumph Books en julio de 2014, se aseguró que a pesar del comportamiento de la comunidad de 2b2t, el lenguaje ofensivo que esta usaba, la destrucción del servidor y el uso de programas externos para hacer trampa, el servidor puede ser divertido para algunos jugadores.

Este servidor realmente no es como cualquier otro, de hecho, no se parece a ninguna otra cosa en el mundo de los videojuegos. Debido a que la gente [usa] trampas en masa, destruye implacablemente y arruina absolutamente todo lo que hay en el área de aparición durante miles de cuadras alrededor de esta zona, el mapa de 2b2t se convierte en un baldío de pesadilla en el que probablemente no sobrevivirás. Ten cuidado: 2b2t no es para los débiles de corazón o los sensibles. Morirás, la gente te atacará y destrozará o robará lo que tengas, y es muy probable que te encuentres con algún lenguaje o comportamiento ofensivo aquí. Dicho esto, es una experiencia como ninguna otra y completamente divertida, si estás listo para lo que te espera.
The Ultimate Minecraft Creator: The Unofficial Building Guide to Minecraft and Other Games (1 de julio de 2014)

Tanto en Master Builder 3.0 Advanced, publicado en abril de 2015, como en Ultimate Guide to Mastering Minigames and Servers, publicado en abril de 2016, se aseguró que 2b2t «se encuentra entre los servidores públicos más importantes de todo Minecraft».